# Beaux
Beaux ist eine französische Gemeinde mit 865 Einwohnern (Stand: 1. Januar 2022) im Département Haute-Loire in der Region Auvergne-Rhône-Alpes. Sie gehört zum Arrondissement Yssingeaux und zum Kanton Yssingeaux.

## Geographie
Beaux liegt im Velay, einer Landschaft im französischen Zentralmassiv, etwa 23 Kilometer nordöstlich von Le Puy-en-Velay. Die Loire begrenzt die Gemeinde im Norden, ihr Nebenfluss Ramel verläuft an der östlichen Gemeindegrenze. Umgeben wird Beaux von den Nachbargemeinden Beauzac im Norden, Saint-Maurice-de-Lignon im Osten und Nordosten, Yssingeaux im Süden und Osten, Saint-Julien-du-Pinet im Südwesten sowie Retournac im Westen.

## Bevölkerungsentwicklung
| Jahr                       | 1962 | 1968 | 1975 | 1982 | 1990 | 1999 | 2006 | 2017 |
| Einwohner                  | 647  | 659  | 656  | 670  | 640  | 646  | 751  | 845  |
| Quellen: Cassini und INSEE |      |      |      |      |      |      |      |      |

## Das „Biest von Ramel“

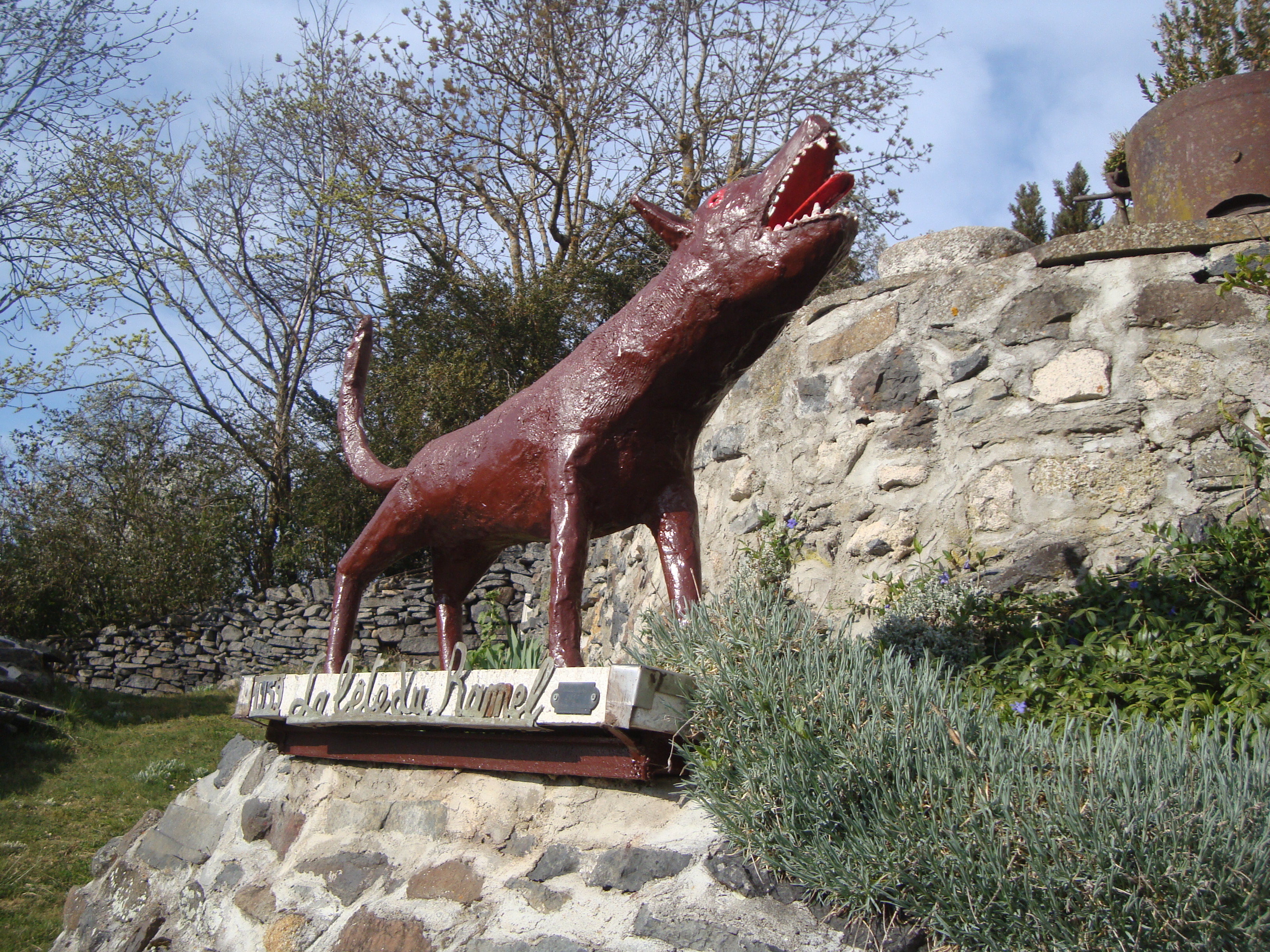
„Biest von Ramel“

Anfang 1959 hörten die verängstigten Einwohner von Beaux in der Nacht ein Heulen aus der nahen Ramelschlucht. Es wurden seltsame wolfsähnliche Fußabdrücke gefunden, aber es waren keine Angriffe zu beklagen. Die Schlucht wurde von mehr als 80 Jägern durchkämmt. Nach der lokalen Presse gingen auch überregionale Medien, einschließlich Radio Luxemburg, auf das nun so genannte „Biest von Ramel“ (französisch: La bête du Ramel) ein. Mehrere ernsthafte, fantastische oder spöttische Theorien wurden entwickelt. Am 1. April 1959 erklärte ein ortskundiger Journalist die brvordtehende Gefangennahme eines prähistorischen Tieres: des „Ramelicus“. Zu Beginn des Sommers endete der hype so schnell, wie er begann. Der verächtliche Ton der Journalisten, die über das „Biest“ sprachen und dabei den lokalen Akzent imitieren, hinterließen bei den Einwohnern von Beaux einen bitteren Beigeschmack. Die heute am meisten akzeptierte Hypothese ist das Vorhandensein einer Dommel mit einem kraftvollen nächtlichen Gesang, das einem Nebelhorn ähnelt. Zur Erinnerung an die für den Ort aufregenden Wochen wurde in Beaux eine Skulptur des fiktiven Biestes aufgestellt.

## Belege
1. ↑  R. Aulagnier, « La bète » sur mon village beaux, 2. März 2020 (französisch)
2. ↑  Saint-Maurice-de-Lignon: À la rencontre de la bête du Ramel à pied, Le Progrès, 12. November 2015 (französisch)